# Sérénade en la
La Sérénade en la est une œuvre pour piano seul en quatre mouvements composée par Igor Stravinsky en 1925.

## Mouvements
1. Hymne
2. Romanza
3. Rondoletto
4. Cadanza

## Composition
La Sérénade résulte d'une commande de la firme américaine de disque Brunswick. Stravinsky a conçu cette œuvre en s'imposant des contraintes. La sérénade s'articule autour de la tonalité de la qui sert selon les mots du compositeur de « pôle sonore ». Il avait fait en sorte que la durée de chaque mouvement puisse tenir sur une face de 78 tours, ce qui correspondait à l'époque à la durée de trois minutes environ par mouvement. L'œuvre fut une de ses premières compositions enregistrée par lui-même.
La pièce se réfère aux compositions de Scarlatti et Debussy. L'œuvre est dédiée à son épouse Catherine Stravinsky.

## Création
La sérénade fut créée par Stravinsky à Francfort le 25 novembre 1925.

## Édition
La partition de la Sérénade en la est éditée par les Éditions russes de musique en 1926.

## Discographie
- Igor Stravinsky edition, Volume VII, Chamber music and historical recordings enregistré par Stravinsky à Paris les 5-13 juillet 1934. Sony classical SM2K 46297